# Signs of Chaos
Signs of Chaos – album kompilacyjny amerykańskiej grupy muzycznej Testament.

## Lista utworów
Opracowano na podstawie materiału źródłowego.
| Nr  | Tytuł utworu               | Długość |
| --- | -------------------------- | ------- |
| 1.  | „Signs of Chaos”           | 0:45    |
| 2.  | „Electric Crown”           | 5:31    |
| 3.  | „The New Order”            | 4:25    |
| 4.  | „Alone in the Dark”        | 4:01    |
| 5.  | „Dog Faced Gods”           | 4:02    |
| 6.  | „Demonic Refusal”          | 5:21    |
| 7.  | „The Ballad”               | 6:09    |
| 8.  | „Souls of Black”           | 3:22    |
| 9.  | „Trial by Fire”            | 4:14    |
| 10. | „Low”                      | 3:33    |
| 11. | „Practice What You Preach” | 4:54    |
| 12. | „Over the Wall”            | 4:04    |
| 13. | „The Legacy”               | 5:30    |
| 14. | „Return to Serenity”       | 6:25    |
| 15. | „Perilous Nation”          | 5:50    |
| 16. | „Sails of Charon”          | 4:10    |
| 17. | „Draw the Line”            | 2:49    |
|     |                            | 1:15:05 |